# رحم

دستگاه تولید مثل در زنان

رَحِم یا زِهدان اندامی است در بدن جنس ماده پستانداران که جنین در آن به‌وجود آمده و رشد می‌کند تا هنگام زایمان فرا رسد.
رحم مانند یک گلابی وارونه در محوطهٔ لگن و در خط وسط، میان مثانه و رکتوم قرار دارد. رحم دارای یک تنه و گردن رحم است و مهبل (واژن) در سمت داخل بدن به رحم متصل می‌شود. رحم دیواره‌های ضخیم عضلانی دارد. در حقیقت این عضلات، قوی‌ترین عضلات بدن یک زن هستند. انقباض همین عضلات است که در هنگام زایمان بسیار شدید می‌شود و باعث خروج نوزاد و نیز درد زایمان می‌گردد. وقتی‌که زنی حامله نیست رحم تنها حدود ۵ تا ۷ سانتی‌متر طول و ۵ سانتی‌متر عرض داشته و در حدود ۳۵ گرم وزن دارد اما پس از بارداری ابعاد و وزن رحم افزایش می‌یابد.

## کارکرد رحم
- نگهداری و تغذیهٔ جنین در حال رشد.
- بستری برای شنای اسپرم و رسیدن به تخمک.

## تقسیم‌بندی فضای رحمی
۱. فوندوس (Fundus): قسمتی از رحم که بالاتر از محل ورود لوله‌های رحمی قرار می‌گیرد.
۲. جسم رحم (Body): این فضا میان فوندوس و ایسموس قرار می‌گیرد.
۳. گردن رحم (Cervix): فضایی دوکی شکل می‌باشد. حفرهٔ گردن رحم را کانال سرویکال میگویند که از طریق سوراخ داخلی (Internal Os) با حفرهٔ رحم و از طریق سوراخ خارجی (External Os ) با حفرهٔ مهبل در ارتباط است.

## مجاورت های رحمی
در جلو در حدفاصل رحم و مثانه، بن بست رحمی مثانه‌ای و سطح فوقانی مثانه و در عقب در حدفاصل رحم و رکتوم بن بست رکتومی رحمی یا بن بست دوگلاس و در خارج رباط پهن و سرخ‌رگ و سیاهرگ رحمی قرار دارد.

## خون‌رسانی رحم
خون‌رسانی رحم به وسیلهٔ سرخرگ رحمی از شاخه‌های سرخرگ تهیگاهی درونی و سرخرگ تخمدانی از شاخه‌های سرخرگ آئورت شکمی انجام می‌شود.

## سطح داخلی رحم
سطح داخلی رحم از بافتی فعال به نام آندومتر پوشیده شده‌است. این بافت حساس به تغییرات هورمونی است و پس از بلوغ تا پیش از یائسگی در هر دورهٔ قاعدگی، ریزش می‌کند و خون‌ریزی (عادت) ماهیانه را شکل می‌دهد. پس از پایان خونریزی، این بافت دوباره تشکیل می‌شود. تغییرات بافتی آندومتر، فضای رحم را برای پذیرش جنین (در صورت حاملگی) و لانه‌گزینی آن آماده می‌کند.

## عادت ماهانه

عادت ماهانه

چرخهٔ قاعدگی در واقع تغییرات فیزیولوژیکی است که در زنان بارور جهت تولیدمثل جنسی رخ می‌دهد و هر ماه یک تخمک بالغ شده و آمادهٔ تشکیل جنین می‌شود. در این مدت به تدریج بافت رحم نیز آمادهٔ نگهداری جنین می‌شود. اگر لقاح صورت نگیرد، تخمک دفع شده و بافت پوششی رحم ریزش می‌کند (قاعدگی). این فرایند به‌طور طبیعی در دوران باروری جنسی گونه‌های پستانداران ماده رخ می‌دهد. چرخهٔ قاعدگی زنان در دوران بارداری و شیردهی متوقف می‌شود. چرخهٔ قاعدگی از دوران بلوغ تا زمان یائسگی ادامه می‌یابد. مدت خونریزی قاعدگی برای چندروز، معمولاً ۳-۵ روز طول می‌کشد، اما میان ۲-۸ روز نیز می‌تواند متغیر باشد. هر سیکل قاعدگی به‌طور میانگین ۲۸ روز طول می‌کشد، یک سیکل قاعدگی طبیعی میان ۲۱ تا ۳۵ روز متغیر است. حجم میانگین خونریزی در هر سیکل ماهانهٔ قاعدگی ۳۵ میلی‌لیتر است.